# ギラ・ジルカ
ギラ・ジルカ（ヘブライ語: גיילה זילכה、ラテン文字転写 :Geila Zilkha 本名同じ、1969年8月15日- ）は、日本の音楽家、ジャズヴォーカリスト。

## 人物・経歴
イスラエル人の父と日本人の母を持ち、兵庫県神戸市で産まれ育つ。
1987年に神戸市のインターナショナルスクールを卒業。その後はバークリー音楽大学へ進学し、1991年に同大学を卒業。
2010年、「第11回神戸ジャズ･ヴォーカル･クイーンコンテスト」でグランプリを受賞。同年に初となるソロアルバム『all Me』をリリース。その後は2011年に2ndアルバム『appearance』、2013年にはミニアルバム『breathing…』と3rdアルバム『Day Dreaming』をリリースしている。
2016年に、昭和時代の名曲をジャズにリ・スタイルした『ギラ山ジル子 PROJECT』（2枚組アルバム）とソロデュオ・フルアルバム『Morning Light』を発売。
2018年、大阪芸術大学の教授に抜擢。歌の指導を精神面からリードする「Vocal Workshop Live」や自身のライブも精力的に展開している。また、同年夏には、ソロデュオ結成10年を記念し『Twelve Letters』を発売。同年冬には『Live at TheGLEE』を発売している。傍らでMISIAに曲を提供した事が縁で同年の春から MISIAツアーに参加。さらにMISIAの新作アルバムにも参加し、第60回日本レコード大賞と第69回NHK紅白歌合戦に参加。
2019年8月14日、ユニバーサルミュージックより「50歳のメジャーデビュー」で配信シングルおよびアルバム『50』
を発売。
2023年9月6日、矢幅歩とのツイン・ボーカル・ユニットである【SOLO-DUO】結成15周年記念としてアルバム『BURRITO』を配信。